# Walther Adam
Walther Adam (* 12. April 1881 in Leopoldshall; † 31. Januar 1964 in Goslar) war ein deutscher Industrieller und Kunstsammler. Er war Ehrenbürger der Städte Goslar und Staßfurt.

## Leben
Adam wurde als Sohn des in Mitteldeutschland führenden Kali- und Eisengroßhändlers Carl Wilhelm Adam geboren. Nach dem Besuch von Gymnasien in Zerbst und Magdeburg absolvierte er eine kaufmännische Lehre in Stettin. Er wurde dann Mitinhaber des väterlichen Unternehmens C.W.Adams & Sohn im heute zu Staßfurt gehörenden Leopoldshall, welches er ab 1910 als alleiniger Inhaber führte. Er gehörte mehreren Aufsichtsräten, zum Teil als Vorsitzender, an und war Konsul der Tschechoslowakei.
Walther Adam übernahm von seinem Vater nicht nur die wirtschaftlichen Unternehmungen, sondern auch dessen Anfänge einer kulturgeschichtlichen Sammlung. Diese hat er im Laufe seines Lebens beträchtlich erweitert. Als er zu Beginn der 1950er Jahre die DDR verließ, brachte er mit Hilfe seines Neffen den größten Teil der Sammlung nach Goslar, wo sie 1962 eine ausstellungsmäßige Aufstellung fand. 1963 gab die Stadt Goslar einen 16-seitigen Katalog über die Kulturhistorische Sammlung der Familie Adam; Bücher, Handschriften, Urkunden, 5. bis 20. Jahrhundert heraus. Zu den bedeutendsten Ausstellungsstücken gehörten eine Originalurkunde von König Otto I. aus dem Jahre 945, mehrere Papsturkunden beginnend mit einer Bulle von Alexander IV. aus dem Jahre 1256, zahlreiche Ablassbriefe, Privaturkunden ab 1183, eine Schwabenspiegel-Handschrift von 1365 und ein Sachsenspiegel-Wiegendruck von 1481. Diese Goslarer Sammlung wurde 1980 versteigert. Der in Staßfurt zurückgebliebene Rest seiner Sammlung wird heute im Landesarchiv Sachsen-Anhalt verwaltet.
Der Konsul a. D. Walther Adam wurde Ehrenbürger der Städte Goslar und Staßfurt.
Verheiratet war er mit Henriette Stützer aus Benneckenstein.

## Ehrungen
In Goslar gibt es einen Konsul-Adam-Weg. Auch in Staßfurt ist eine Straße nach ihm benannt.